# Les Jeunes Écologistes
 (février 2019).
Les Jeunes Écologistes — anciennement Ecolo-J (1987-1996), Chiche ! (1996-2001) et Les Jeunes Verts (2001-2011) — est une organisation politique de jeunesse se réclamant de l'écologie politique, membre de la Fédération des jeunes verts européens et des Jeunes verts mondiaux (en).
Les Jeunes Écologistes se définissent comme étant le mouvement de jeunesse de l'écologie politique. Les Jeunes Écologistes affirment leur attachement aux concepts d'écologie politique, d'équité sociale, de féminisme, de solidarité et de démocratie, et leur opposition au productivisme et au nucléaire civil et militaire.

## Histoire
Cette section ne s'appuie pas, ou pas assez, sur des sources secondaires ou tertiaires indépendantes du sujet. Le texte peut contenir des analyses inexactes ou inédites de sources primaires.
Pour l'améliorer, ajoutez-en, ou placez des modèles {{Source secondaire souhaitée}} ou {{Source secondaire nécessaire}} sur les passages mal sourcés. (janvier 2024)

### 1988: Fédération des jeunes écologistes européens
C'est sous l'impulsion d'Ecolo-J, le mouvement de jeunesse des Verts français, et de  "Jeunesse et Ecologie", le mouvement de jeunesse du parti Ecolo (les Verts de la Belgique francophone), que va naître l'idée de créer un mouvement de jeunesse écologiste européen. En janvier 1988, de jeunes écologistes belges, français et suédois se retrouvent à Paris, et ébauchent les premiers statuts de la Fédération des Jeunes Écologistes Européens, qui est créée officiellement  lors d'une nouvelle réunion en Juillet 1988 à Liège en Belgique, à l'invitation de "Jeunesse et Écologie". La dimension européenne de l'organisation leur permit notamment de bénéficier de soutiens du Conseil de l'Europe et d'organiser régulièrement des ateliers estivaux.

### 1987-1996: Ecolo-J
La création du mouvement de jeunesse des Verts français, Ecolo-J, fut consécutive à l'approbation par l'Assemblée Générale (A.G.) des Verts  réunie à Paris en novembre 1987, d'une contribution présentée par Sébastien Thiry, membre de l'équipe nationale de campagne d'Antoine Waechter pour l'élection présidentielle de 1988 : une réunion constitutive d'Ecolo-J eut immédiatement lieu pendant cette A.G. des Verts. Elle fuit suivie de la création de plusieurs groupes locaux, dont les plus importants se situaient à Béziers, Mallemort (13), Salon-de-Provence, La Ciotat, Le Mans, Paris et Caen. Yann Wehrling, secrétaire national, puis Stéphane Lavignotte, joueront un rôle déterminant dans l'animation de la structure.
D'abord fidèles relais du courant d'Antoine Waechter (« ni droite, ni gauche »), les militants d'Ecolo-J se montrent, à partir de 1993, favorables à l'union avec les forces de gauche. Ils rejoignaient en cela la position défendue par la tendance « les Verts au pluriel » (Dominique Voynet et Yves Cochet). Comme chez les Verts, les années 1993-1994 vont se caractériser chez Ecolo-J par le départ de nombreux adhérents, notamment membres des courants « ni droite, ni gauche » qui avaient été mis en minorité.

### 1996-2001: Chiche!
En mai 1996, Ecolo-J fusionne avec les jeunes de Convergences écologie solidarité (CES, formation de Noël Mamère), de la Convention pour une alternative progressiste (CAP) et de l'Alternative rouge et verte (AREV) afin de former Chiche !. Cette fusion des mouvements de la jeunesse écologiste française préfigure celle qui aura lieu deux ans plus tard, en 1998, entre les partis politiques (Les Verts se sont, en effet, associés à Convergences écologie solidarité et à une partie des militants de la Convention pour une alternative progressiste)).
En 2001, le mouvement se scinde en deux, Le Forum des Jeunes Verts d'un côté et Chiche ! de l'autre, ce qui marque l'échec de Chiche ! en tant que mouvement fédérateur des jeunes écologistes. Coupé de tous financement, Chiche perd de nombreux adhérents en quelques années et ne se réclame depuis d'aucun parti politique.

### 2001-2011: Les Jeunes Verts

Logo des Jeunes Verts.

Le « Forum des Jeunes Verts » est fondé en 2001. Son assemblée générale fondatrice s’est tenue à Strasbourg en juillet 2001, réunissant des jeunes de toute la France dont notamment ceux des groupes locaux constitués de Paris, Strasbourg et Besançon. Ceux-ci seront alors représentés au sein du tout premier exécutif par respectivement Aurélie Bleton (Coordinatrice), Alexandre Noiriel (Trésorier) et Olivier Sandt (Secrétaire). La Souris Verte – Le forum des Jeunes Verts devient l’organe de jeunesse politique des Verts. En 2003, une partie des adhérents quitte l’association pour fonder Fac verte. Peu de temps après, un conflit naît au sein de l’association entre les « associatifs » et les « politiques ». En 2004, ils adoptent le nom de « Jeunes Verts – la Souris Verte. ».
Alors que le mouvement avait eu l’ambition de regrouper par le passé les jeunes écologistes venant de l’AREV, des Alternatifs, de RPS et des Verts, la nouvelle direction en 2005, fait le constat que le mouvement n’a plus que le soutien des Verts. Aussi, un changement s’opère en s’affirmant clairement mouvement de jeunesse des Verts. Tel est le sens du discours fait par Dominique Trichet-Allaire devant le CNIR des Verts en 2005.
Le courant le plus radical, critiquant la politique des Verts, quitte le mouvement.
À Coutances, la direction est réélue avec pour la première fois, une direction paritaire (Dominique Trichet-Allaire et Michel Mosser) soutenue par 80 % du mouvement et permet un certain apaisement.
L’année 2006-2007 a ainsi jeté les bases d’une rénovation des Jeunes Verts : changement du logo, de la communication visuelle et des statuts, multiplication des partenariats avec d’autres organisations de jeunes, et grande implication dans la campagne de Dominique Voynet lors de l'élection présidentielle de 2007. L’assemblée générale de Toulouse (août 2008), désigna comme secrétaires fédéraux Rémi Guerber et Cyrielle Chatelain, dans le but de poursuivre cette évolution. Leur mandat fut renouvelé pour l’année +2009-2010.
Depuis 2010, les Jeunes Verts ont entamé une période de réflexion sur leur avenir, pour s’inscrire dans la dynamique d’Europe Écologie.

### Depuis 2011: Les Jeunes Écologistes

Ancien logo des Jeunes Écologistes datant de 2011.

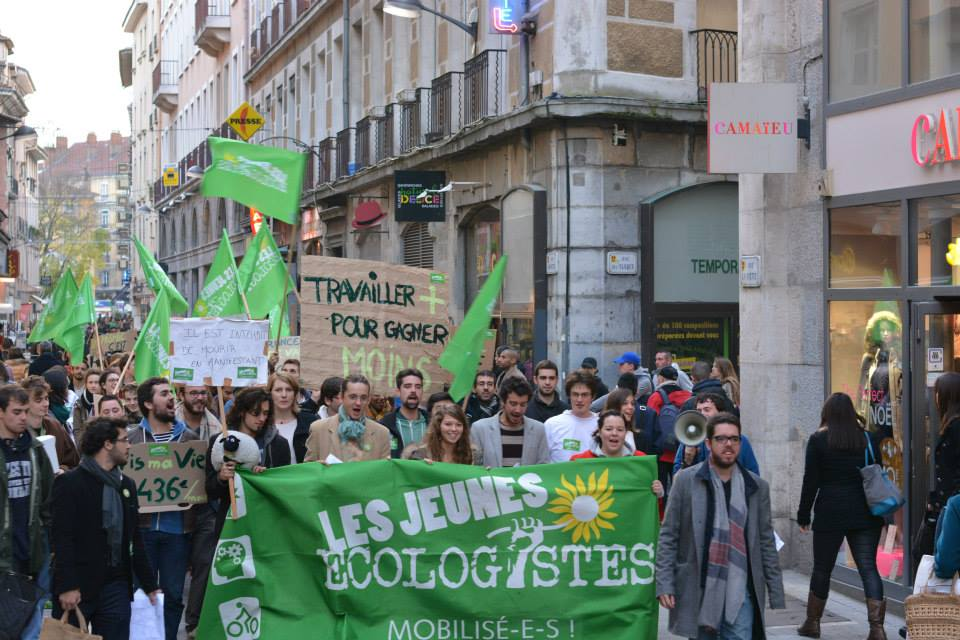
Manifestation parodique des Jeunes Écologistes à Grenoble en novembre 2014

C'est sous le mandat de Marie Toussaint et Noé Pflieger, que les Jeunes Verts sont devenus Les Jeunes Écologistes le 29 janvier 2011. C'est lors d'une l'assemblée générale extraordinaire à Paris à laquelle ont participé tant les adhérents que celles et ceux qui souhaitaient les rejoindre dans ce nouveau mouvement qu'ils ont changé de nom, de statuts et de logo.
Deux ans après cette transformation, un premier bilan montre que le nombre d'adhérents, comme celui de groupes locaux (33 au 25 août 2013), a plus que doublé.
Lors du forum national de mai 2023 à Besançon, les Jeunes Écologistes ont adopté de nouveaux statuts faisant entre autres passer la fédération sur la carte des anciennes régions et faisant passer le mandat de secrétaire national de un à deux ans.

## Fonctionnement
Les Jeunes Écologistes ont une organisation fédérale, avec une vingtaine de groupes régionaux répartis en France. Plusieurs fois par an, les délégués des groupes régionaux se réunissent en parlement et adoptent les positionnements politiques de la fédération. Les Jeunes Ecologistes se démarquent par l'importance de leur démocratie interne.

### Responsables nationaux
Les Jeunes Verts (2001-2011)
- 2001-2003 : Aurélie Bleton, coordinatrice fédérale
- 2003-2004 : Antoine Villard, coordinateur fédéral
- 2004-2005 : Alban Cormerais, coordinateur fédéral
- 2005-2006 : Dominique Trichet-Allaire, coordinatrice fédérale
- 2006-2007 : Dominique Trichet-Allaire et Michel Mosser, secrétaires fédéraux
- 2007-2008 : Karima Delli et Alexis Prokopiev, secrétaires fédéraux
- 2008-2009 : Cyrielle Chatelain et Rémi Guerber, secrétaires fédéraux
- 2009-2010 : Cyrielle Chatelain et Rémi Guerber, secrétaires fédéraux
- 2010-2011 : Marie Toussaint et Noé Pflieger, secrétaires fédéraux ; Marine Tondelier, porte-parole

Les Jeunes Écologistes (2011-aujourd'hui)
- 2011 : Marie Toussaint et Noé Pflieger, secrétaires fédéraux ; Marine Tondelier, porte-parole
- 2011-2012 : Fanny Dubot et Wandrille Jumeaux, secrétaires fédéraux
- 2012-2013 : Lucile Koch-Schlund et Wandrille Jumeaux, secrétaires fédéraux
- 2013-2014 : Laura Chatel et Lucas Nédélec, secrétaires fédéraux
- 2014-2015 : Laura Chatel et Lucas Nédélec, secrétaires fédéraux ; Rosalie Salaün, porte-parole
- 2015-2016 : Cécile Germain et Victor Vauquois, secrétaires fédéraux ; Michaël Jeanjean, porte-parole
- 2016-2017 : Oriane Pigache-Le Bec et Benjamin Kaufmann, secrétaires fédéraux.
- 2017-2018 : Célia Da Costa Cruz et Hugo Cordier, secrétaires fédéraux[6]
- 2018-2019 : Nina Cormier et Théo Garcia-Badin, secrétaires fédéraux[7]
- 2019-2020 : Claire Lejeune, secrétaire fédérale[8]
- 2020-2021 : Aneth Hembert et Marc Meric de Bellefon, secrétaires fédéraux[9]
- 2021-2022 : Camille Hachez et Quentin Bernier-Gravat, secrétaires fédéraux
- 2022-2023 : Camille Hachez et Clovis Daguerre, secrétaires fédéraux
- 2023-2025 : Annah Bikouloulou et Emma Chevalier, secrétaires nationales ; Octave Plessis, porte-parole
- 2025-2027: Marianne Floch et Clément Choulet, secrétaires nationaux

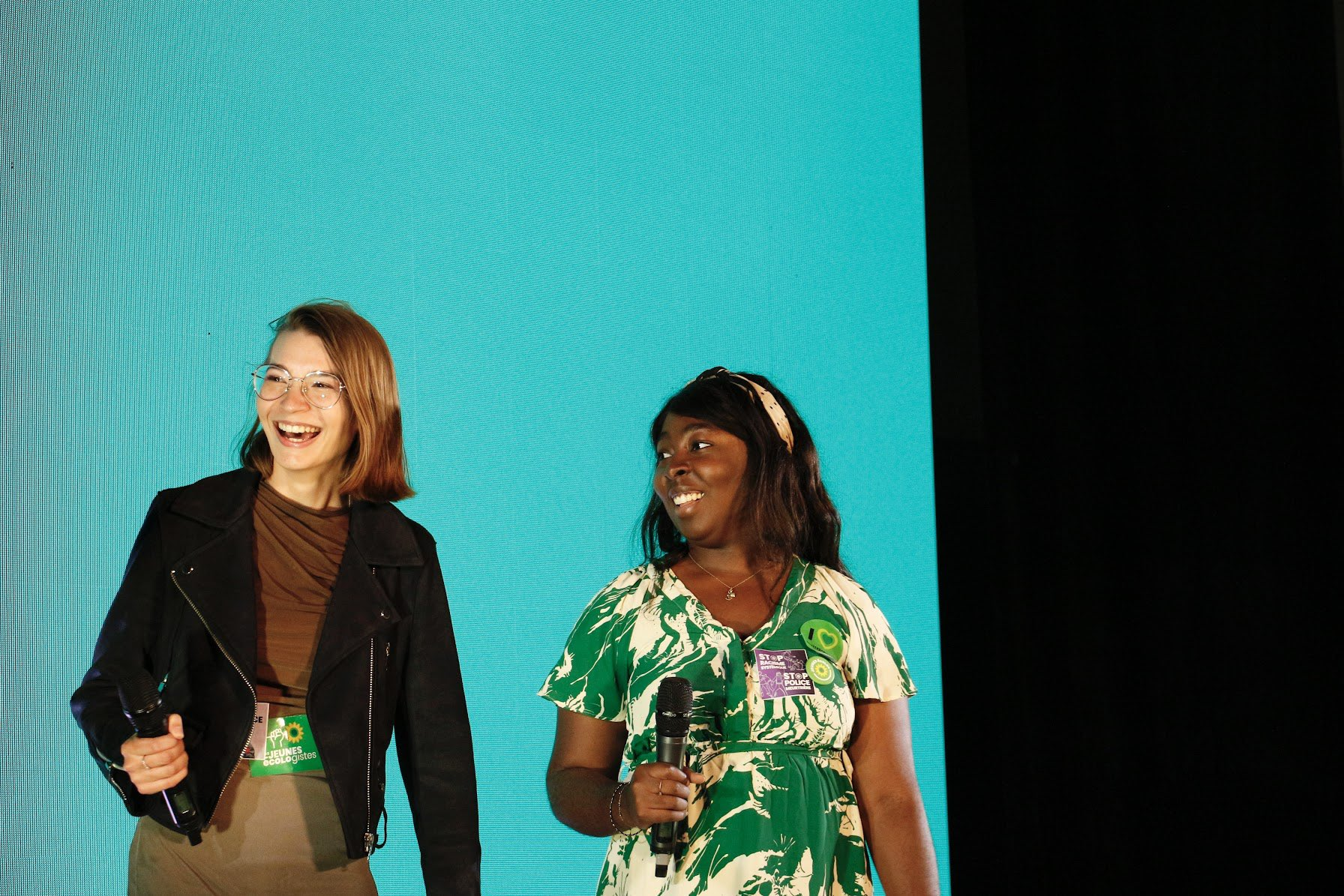
Emma Chevalier et Annah Bikouloulou lors du meeting de refondation des Ecologistes le 14 octobre 2023

Élues en 2023 pour un mandat de 2 ans, Annah Bikouloulou et Emma Chevalier forment le premier binôme féminin de l'histoire des Jeunes Ecologistes à diriger l'organisation.

### Liens avec Europe Écologie Les Verts
Les Jeunes Écologistes entretiennent une relation d'« autonomie solidaire » avec le parti politique Europe Écologie Les Verts. Une charte signée par les deux organisations permet de garantir l'autonomie politique des Jeunes Écologistes, tant au niveau local qu'au niveau national.

## Positions

### Position sur l'union de la gauche
Les Jeunes Ecologistes se positionnent ouvertement, depuis 2022, pour l'union de la gauche. Cette position a été défendue lors des différents scrutins de 2022 puis 2024.
En 2023, sous l'impulsion de Camille Hachez et Clovis Daguerre, les Jeunes Écologistes se sont investis au sein des Jeunes de la NUPES et ont participé à l'élaboration d'un programme européen des Jeunes de la NUPES. Initialement rédigé dans le but de peser pour une union de la gauche aux élections européennes,, ce programme commun a finalement permis aux différentes composantes de la gauche, de porter quelques positions communes malgré des listes différentes.
Après la dissolution de l'Assemblée nationale par Emmanuel Macron le 9 juin 2024, les Jeunes Écologistes, à l'initiative d'Annah Bikouloulou et Emma Chevalier ont immédiatement appelé à se rassembler sur la place de la République à Paris ainsi que partout en France. L'appel a été largement suivi ; les organisations de jeunesses ont ensuite appelé à se rassembler les soirs suivants.
Alors que les négociations entre les partis de gauche peinaient à aboutir, les Jeunes Écologistes se sont mobilisés, aux côtés de centaines de jeunes au pied du siège des Écologistes, où se déroulaient les négociations du Nouveau Front populaire. Cette mobilisation a permis d'accélérer les négociations entre les chefs et cheffe de partis,.

### Position antifasciste
Les Jeunes Écologistes sont mobilisés contre la montée de l’extrême droite et se déclarent vigies contre l'écofascisme, en rejetant à la fois "l'écologisation du fascisme" et la "fascisation de l'écologie".

### Position contre le service national universel
Les Jeunes Écologistes mènent, depuis mars 2023, une campagne contre la généralisation du Service national universel.
Rapport au local
Les Jeunes Écologistes envisagent l'échelon local d'habitation comme celui où se construisent "ici et maintenant" des "utopies concrètes", comme "l’espace où se rencontrent et s’allient le plus directement [les] colères et [les] indignations". À l'occasion des élections municipales de 2026, ils publient un manifeste dans lequel ils affirment que le municipalisme "nourrit l'espérance d'un monde délesté des rapports strictement marchands et capitalistes qui façonnent la ville".

### Affaire Bayou
Les Jeunes Écologistes se sont prononcés pour une exclusion de Julien Bayou des Écologistes à la suite des révélations faites par le journal Les Jours.

## Siège
- Jusqu'en 2016 : 247 rue du Faubourg-Saint-Martin, Paris[30]
- Jusqu'en 2022 : 3 rue de Vincennes, Montreuil[31]
- Depuis 2022 : 11 rue des Petits-Hôtels, Paris